# Montagu Toller
Montagu Henry Toller (Barnstaple, Devon, 1 de gener de 1871 – Titchfield, Hampshire, 5 d'agost de 1948) va ser un jugador de criquet anglès, que va competir a cavall del segle xix i el segle xx. El 1900 va prendre part en els Jocs Olímpics de París, on guanyà la medalla d'or en la competició de Criquet a XII com a integrant de l'equip britànic.